# Demofobia
Demofobia (do grego antigo δῆμος, transl. demos: 'povo', e ϕόβος, transl. fóbos: 'temor'), oclofobia (do grego antigo ὄχλος, transl. óchlos: 'multidão')  ou enoclofobia (oclofobia com acréscimo do prefixo grego ἐν, translit. en: 'dentro') é o temor obsessivo de multidões. Pode estar associada à claustrofobia ou a outras obsessões. Se isolada, é uma das obsessões mais brandas e toleráveis, por ser de mais fácil satisfação.
Embora este transtorno de ansiedade seja muitas vezes confundido com a agorafobia (CID 10 - código: F40.0),    no caso de demofobia pode se passar justamente o contrário da agorafobia. Alguns agorafóbicos têm medo de espaços abertos por se sentirem desorientados, seja pela falta de "pistas" visuais (como nos espaços muito amplos e vazios) seja pelo excesso desses sinais (nos espaços amplos, ocupados por multidões). Já o indivíduo demofóbico, por se sentir oprimido pela multidão (tanto em lugares abertos como fechados), tende a procurar por espaços mais isolados a fim de reduzir a sua ansiedade.

## Demofobia no brasil
Além do transtorno psicológico, o fenômeno da demofobia também é um conceito da Ciência Política, podendo ser definido como o medo sentido pelas elites sociais do governo do povo, a democracia.
Esse medo resulta do pensamento aristocrático, de que apenas alguns estariam aptos a controlar o exercício político. Demofóbicos costumaram resistir ao sufrágio universal, sob alegação da defesa do mundo político civilizado, quando na verdade são motivados pelo receio da perda de privilégios. Muitas vezes, uma ilusão de liberdade ou participação pode camuflar um governo que na verdade atende a interesses apenas de alguns, com o uso dos meios de comunicação. 
Nessa perspectiva, pode-se dizer que o estudo da política terá muitas vezes um fator a ser levado em conta: o medo. Uma sátira é feita dessa ideia em Revolução dos Bichos, de George Orwell, pelo fato de os porcos, apesar de pregarem a igualdade na Granja dos Bichos, julgarem-se os únicos aptos a governar, enquanto os outros animais seriam capazes de exercer apenas outras funções. 
O pensamento demofóbico se baseia numa legitimidade do poder político baseada na natureza, assim, determinados sujeitos seriam naturalmente melhor preparados para exercer o controle. Já o pensamento democrático é fundamentado no contrato social, aquilo que é decidido em conjunto, segundo a liberdade de cada indivíduo, e dessa forma “todo poder emana do povo”, ou “a Constituição é o povo”.

## Demofobia na história
Um primeiro momento exemplar no Ocidente que pode ilustrar o conceito de demofobia é a política na Grécia Antiga, sendo onde o termo se origina. Em especial na cidade-Estado de Atenas, a polis era governada pelos cidadãos, que em assembléia participavam das decisões públicas. 
Todavia, Platão, um representante da aristocracia, nos dá a conhecer seu projeto de República, em que apenas filósofos deveriam governar. Isso porque apenas estes eram esclarecidos o bastante para decidir pelo destino da polis, sendo que a eles fora confinado o talento do pensar. Assim, todo o resto do povo deveria se conformar a outras funções da polis. Esse pensamento revela um receio de que muitos exercessem o controle, que tenta se sustentar pelo argumento de que os filósofos eram mais esclarecidos para tal. 
A política moderna encontrou-se em crise quando protagonizou mudanças estruturais na sociedade e alteração na participação e autonomia política por parte do povo. O povo, pertencente à base social, primeira camada, viu-se, no contexto da Revolução Industrial, em processo de transformação econômica que apontaria para maior legitimidade em relação a sua prática política.
O cenário moderno apontava para a emergência do povo como sujeito político aliada a efervescência revolucionária, ao longo de 1789 e estendida ao longo do século XIX na Europa, marcado pela Comuna de Paris em 1871.
É sob este panorama que o conceito da palavra medo faz-se presente e aflora quase como método de prevenção a essa nova “posição” que as massas vem assumir. Na história do pensamento político moderno o medo se fez presente em diversos momentos que vão guiar a forma como a política era conduzida na época — vide Thomas Hobbes (1588-1679), por exemplo, em seu Contrato pautado pelo medo do indivíduo, expresso na obra Leviatã (1651).
Alexis de Tocqueville (1805-1859), um dos teóricos mais presentes na discussão, aponta o caráter multifacetário da demofobia no período moderno, sendo até associado à condição física do povo. A aristocracia, os detentores do poder, usariam, então, de qualquer justificativa que camuflasse a sua aversão ou temor pelas massas. A instauração do paradigma demofóbico vinha, dessa maneira, como medida para que se contivesse o avanço de contingentes cada vez maiores da população sobre o poder político.
	Por fim, na contemporaneidade, pode-se citar a Ditadura Militar brasileira como a tomada de poder por determinados sujeitos sob alegação de proteger a nação de possíveis ameaças ideológicas caso o processo democrático estivesse vigente. Dessa forma, a partir do momento em que o governo do povo pudesse colocar em risco os interesses de alguns, este respondeu com a extinção dessa possibilidade por meio da repressão. 
Para isso, declara-se um estado de emergência e a lei marcial como forma de conter a manifestação social, e por isso coletiva. O argumento é o de uma suposta neutralidade ideológica dos militares, com a autoridade para o uso da força, mas ainda assim constitui o medo do governo de todos, restringindo o poder apenas a alguns.